# Pelle Anderson
Pelle Evert Anderson, född 26 maj 1954, är en svensk journalist och företagare.
Pelle Anderson utbildade sig på Journalisthögskolan i Stockholm 1973–1974 och var under en tid medarbetare i SKP:s tidning Gnistan. Han arbetade på Dagens Nyheters nattredaktion som redigerare 1979–1987. Han grundade 1987 mediekonsultföretaget A4, där han i dag är styrelseordförande. 
Han grundade och drev 1992–1995 tidskriften Design Typografi Produktion. Pelle Anderson grundade tillsammans med två kolleger gratistidningen Metro. Efter det att tidningen lanserades i Stockholm i februari 1995 arbetade han med Metro's lansering utomlands. Den första utgivningen utanför Sverige blev i Prag 1997. 
Han belönades 2006 tillsammans med Robert Braunerhielm, Monica Lindstedt och Jörgen Widsell med Hans Majestäts Konungens medalj av 8:e storleken för främjande av det svenska språket genom Sveriges första gratisutdelade nyhetstidning.
Åren 2007–2008 var Pelle Anderson vd för den nya tidningen Gaste i Turkiet.